# 정명경집해관중소 권3~4
정명경집해관중소 권3~4(淨名經集解關中疏 卷三~四)은 서울특별시 서대문구, 연세대학교 중앙도서관에 있는 조선시대의 책이다. 1982년 5월 12일 대한민국의 보물 제736호로 지정되었다.

## 개요
정명경은 ‘유마경’의 뜻을 풀이한 명칭이다. 유마경은 ‘유마힐소설경’을 줄여서 부르는 말로, 유마거사가 부처님을 대신하여 설법한 내용을 희곡 형식으로 정리한 것이다. 
정명경집해관중소 권3~4(淨名經集解關中疏 卷三~四)은 진나라의 승려 승조(僧肇)가 주석을 달아 놓은 유마경에 당나라 도액(道液)이 자신의 의견을 더하여 펴낸 것이다. 닥종이에 찍은 목판본으로 권3, 4가 한 권의 책으로 되어 있으며, 크기는 세로 34.2cm, 가로 29.5cm이다. 정명경관중소는 중국 돈황에서 발견된 2종과 의천이 수집해온 4권만 알려져 있는데, 이 책은 의천의『신편제종교자총록』에 수록된 4권 중 권3, 4의 남아있는 1책이다. 
각 권의 끝에 고려 헌종 1년(1095)에 흥왕사에서 간행했다는 기록이 있어서, 의천이 간행한 교장(敎藏) 판본임을 알 수 있다. 그러나 글자체나 새김, 인쇄상태, 종이질 등이 세조 때 간경도감<刊經都監:세조 7년(1461) 불경을 한글로 풀이하여 간행하기 위해 설치한 기구>에서 찍어낸『금강반야경소개현초』와 비슷하여 조선 세조때 교장(敎藏)을 보고 다시 새겨 찍어낸 판본으로 추정된다. 
돈황본에는 잘못된 글자가 많고 본문이 부분적으로 없거나 앞뒤가 바뀐 것이 많은데 이 책을 통해 교정하고 보완할 수 있어서 귀중한 자료로 평가된다.

## 참고 자료
- 정명경집해관중소 권3~4 - 국가유산청 국가유산포털